# Marco Antônio
Marco Antônio Feliciano eller bare Marco Antônio (født 6. februar 1951 i Santos, Brasilien) er en tidligere brasiliansk fodboldspiller (venstre back), der med Brasiliens landshold vandt guld ved VM i 1970 i Mexico. Han spillede to af brasilianernes kampe under turneringen, heriblandt kvartfinalesejren over Peru. I alt nåede han at spille 52 landskampe, og deltog også ved VM i 1974 i Vesttyskland.
Marco Antônio spillede på klubplan for tre af de store Rio de Janeiro-klubber, Fluminense, Vasco da Gama og Botafogo. Med Vasco da Gama var han med til at vinde ét og med Fluminense fire statsmesterskaber i Rio de Janeiro.